# Décision faisant grief en droit administratif français
Pour les articles homonymes, voir Grief.
Une décision fait grief si elle modifie par elle-même la situation juridique d'une personne. Dans ce cas, elle peut faire l'objet d'une contestation devant le juge.
Pour être recevable, le recours pour excès de pouvoir doit être dirigé contre un acte faisant grief. Un acte administratif est réputé faire grief lorsqu'il produit par lui-même des effets juridiques, qu'il modifie l'ordonnancement juridique, qu'il atteint les droits et obligations des administrés. Un acte qui ne présente aucun caractère exécutoire ne fait pas grief. Il en est de même de la décision qui n'intervient que dans le cadre d'une procédure d'élaboration d'une décision ultérieure, il s'agit alors d'un acte simplement préparatoire.